# أكولمزتلي (أزتيك)

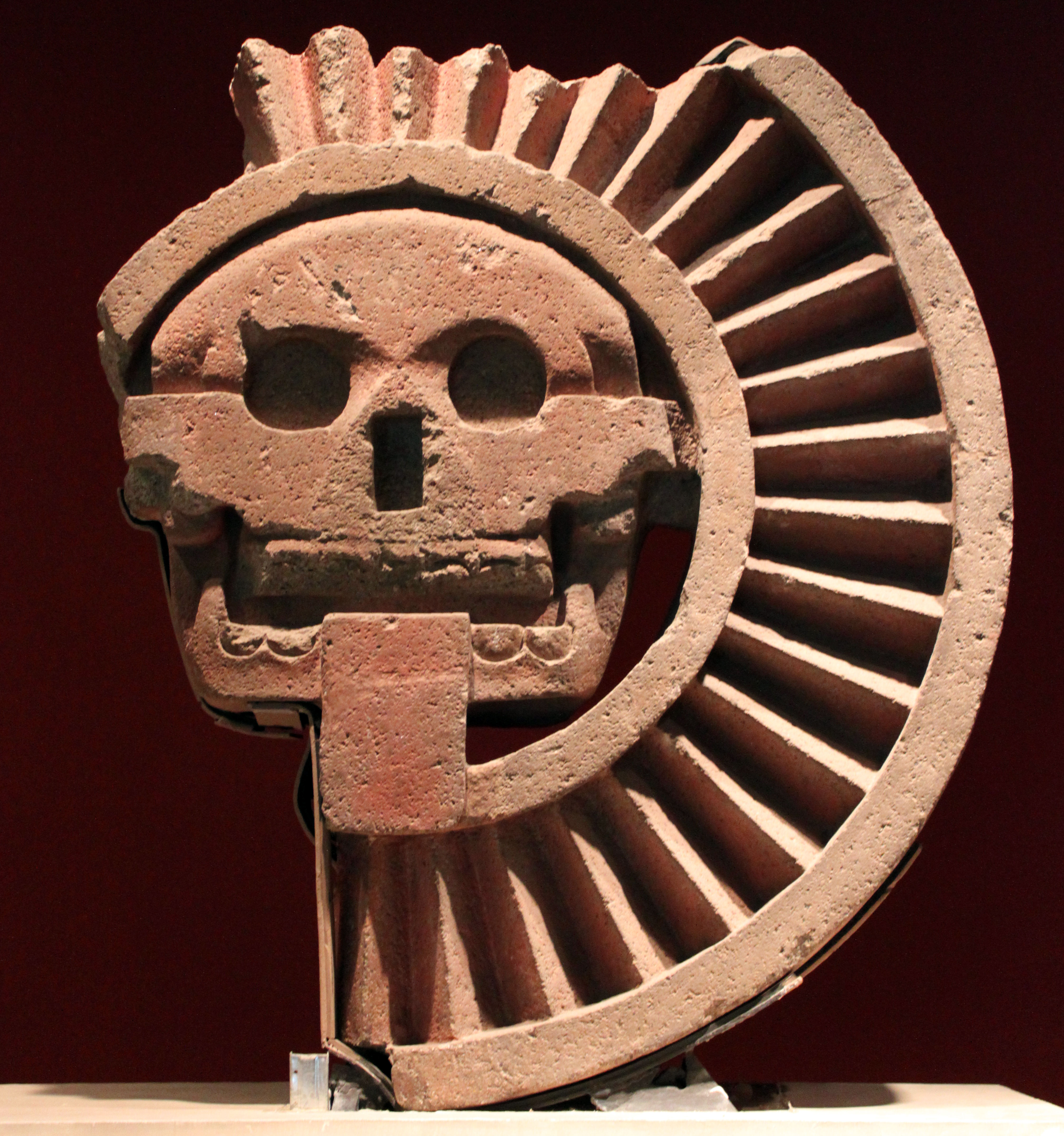
أكولمستلي

أكولمزتلي (بالإنجليزية: Acolmiztli) أو ميكتلانتيكويتلي هو إله العالم السفلي عند الشعب الأزتيکي Aztec بالمكسيك. أكولمستلي رب العالم السفلي عند الأزتيك. أما آكولنواكاتل (Aculnahuacatl) فهو رب آخر للعالم السفلي في الميثولوجيا الأزتيكية.
وهو سيد "مملكة الموتى” وهو حاکم میکتلان Mictlan الطبقة الدنيا للعالم السفلي عند الأزتيك. يرسمونه هيكلا عظميا، أو شكلا يرتدي جمجمة بأسنان ناتئة. وحيواناته الرمزية العنكبوت والبوم والخفاش. زوجته هي ميكتيكاسيوتل.